# برونو ألفيش

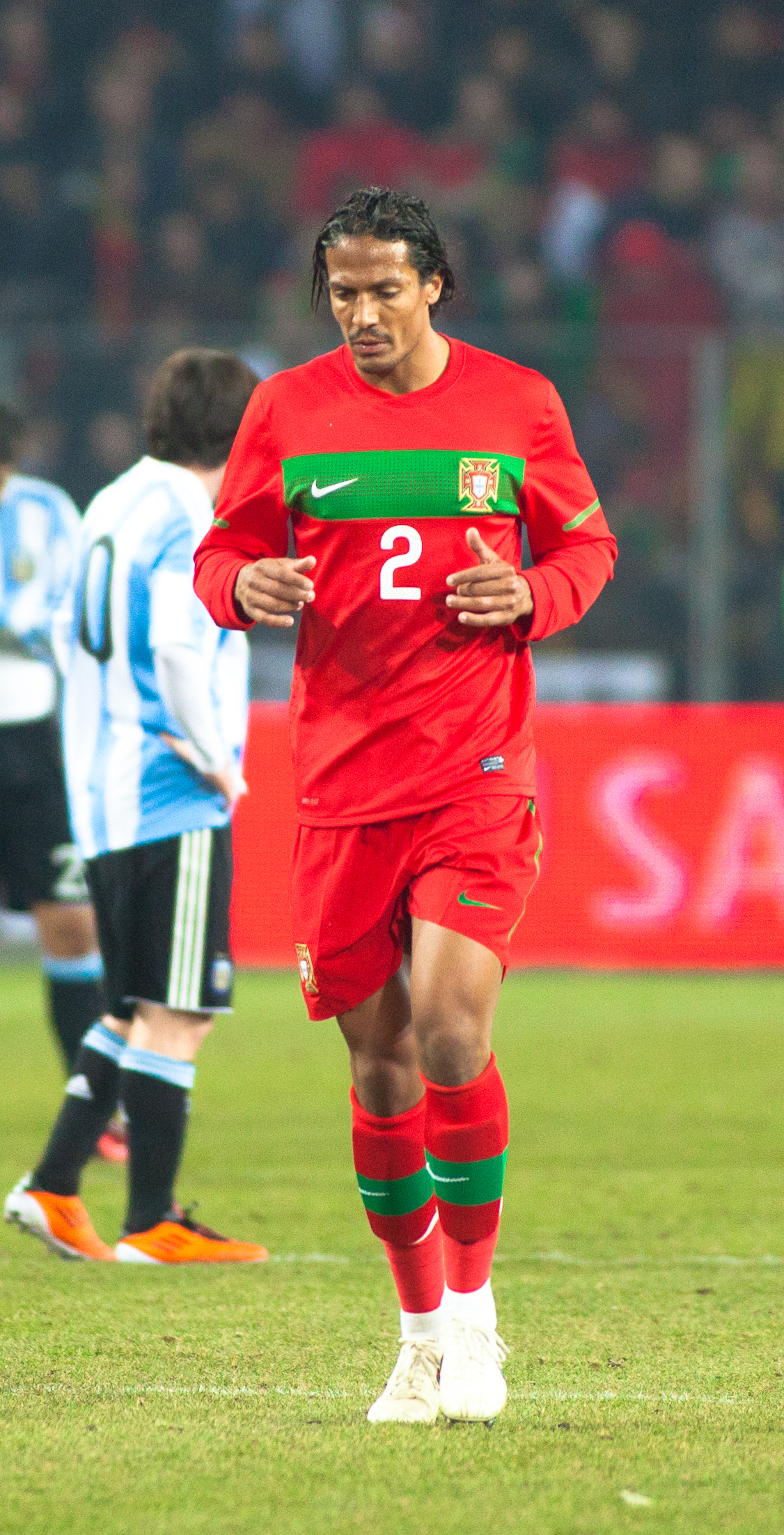
برونو ألفيش

برونو إدواردو ريغوفي ألفيش (بالبرتغالية: Bruno Alves‏)، من مواليد 27 نوفمبر 1981 في بورتو في البرتغال، لاعب كرة قدم برتغالي.
بدأ مسيرته الكروية مع نادي رديف بورتو في عام 1999، ولعب معهم حتى عام 2002، وشارك معهم في 55 مباراة وسجل 8 هدف، وفي موسم 2002/2003 أعير إلى نادي فارينسي، ولعب معهم 46 مباراة وسجل 3 أهداف، وفي موسم 2003/2004 أعير إلى نادي فيتوريا غيماريش، وشارك معهم في 25 مباراة وسجل هدف واحد، وفي موسم 2004/2005 أعير إلى نادي إيك أثينا اليوناني، وشارك معهم في 27 مباراة، ومنذ عام 2005 وهو يلعب مع نادي بورتو. ومنذ يونيو 2018 وهو يلعب مع نادي بارما الإيطالي.
بدأ باللعب مع منتخب البرتغال لكرة القدم في عام 2007.

## روابط خارجية
- برونو ألفيش على موقع الاتحاد الدولي (مؤرشف)  (الإنجليزية)
- برونو ألفيش على موقع الاتحاد الأوربي (الإنجليزية)
- برونو ألفيش على موقع اتحاد تركيا (لاعب) (الإنجليزية)
- برونو ألفيش على موقع قاعدة بيانات كرة القدم.إي يو (الإنجليزية)
- برونو ألفيش على موقع ليكيب (الفرنسية)
- برونو ألفيش على موقع ناشيونال فوتبول تيمز (الإنجليزية)
- برونو ألفيش على موقع Soccerbase.com (لاعب) (الإنجليزية)
- برونو ألفيش على موقع Soccerway.com (الإنجليزية)
- برونو ألفيش على موقع عالم كرة القدم.نت (الإنجليزية)
- برونو ألفيش على موقع كووورة